# クルマムグラ
クルマムグラ（車葎、学名：Galium japonicum）は、アカネ科アカネ亜科ヤエムグラ属の多年草。

## 特徴
根茎は横に這って分枝する。茎はほぼ直立し、高さは20-50cmになり、4稜があり、稜上に刺はない。葉はふつう6個が輪生し、各輪が隔たって茎につく。葉身は長さ1-3cm、幅0.3-1cm、披針形から楕円形で、先は鋭頭、縁に毛が生え、裏面の中央葉脈に刺毛状の毛は生えない。これらの輪生する葉は、対生する本来の2個の葉と、残りの4個の、葉と同形の托葉となる。
花期は6-7月。茎先の上部に集散花序を出し、10数個の花をつける。花柄は太く、2-3回二又に分枝し、萼筒は半球形で長毛が生える。花冠は杯形で、径2-3.5mm、白色で先は4裂し、ごく短い筒部がある。雄蕊は4個ある。子房は2室に分かれ、各室に1個の胚珠がある。花柱は短く2裂する。果実は径2-2.5mmで2個の分果からなり、各分果に1個の種子がある。分果には長い鉤状の毛が密生する。

## オククルマムグラとの違い
同属のオククルマムグラ G. trifloriforme に似る。両種は混同された時期もあり、同種を基本種、本種をその変種として扱われたこともあるが、現在はそれぞれ独立種とされる。
オククルマムグラと比べると、本種は茎の稜に刺がないのに対し、同種には茎の稜に下向きの刺があり、触るとザラザラする。また、本種の葉先は先端に向かって次第に狭くなり、葉の裏面中央脈に刺状毛はないのに対し、同種の葉は本種の葉より大きく、葉先は円頭で中央葉脈の先端だけが短くとがり、葉の裏面中央脈に下向き刺状毛がある。さらに、本種は乾燥すると黒色に変色し、クマリンの芳香がある。オククルマムグラは乾燥しても黒色にはならず、緑色を保つか褐色になる。

## 分布と生育環境
日本では、北海道、本州、四国、九州に分布し、深山の林中に生育する。世界では、朝鮮半島に分布する。

## 名前の由来
和名クルマムグラは「車葎」の意。学名および和名ともに、牧野富太郎 (1895) による命名である。ムグラ（葎）は、草むら、藪の意味がある。
種小名（種形容語）japonicum は、「日本の」の意味。

## ギャラリー

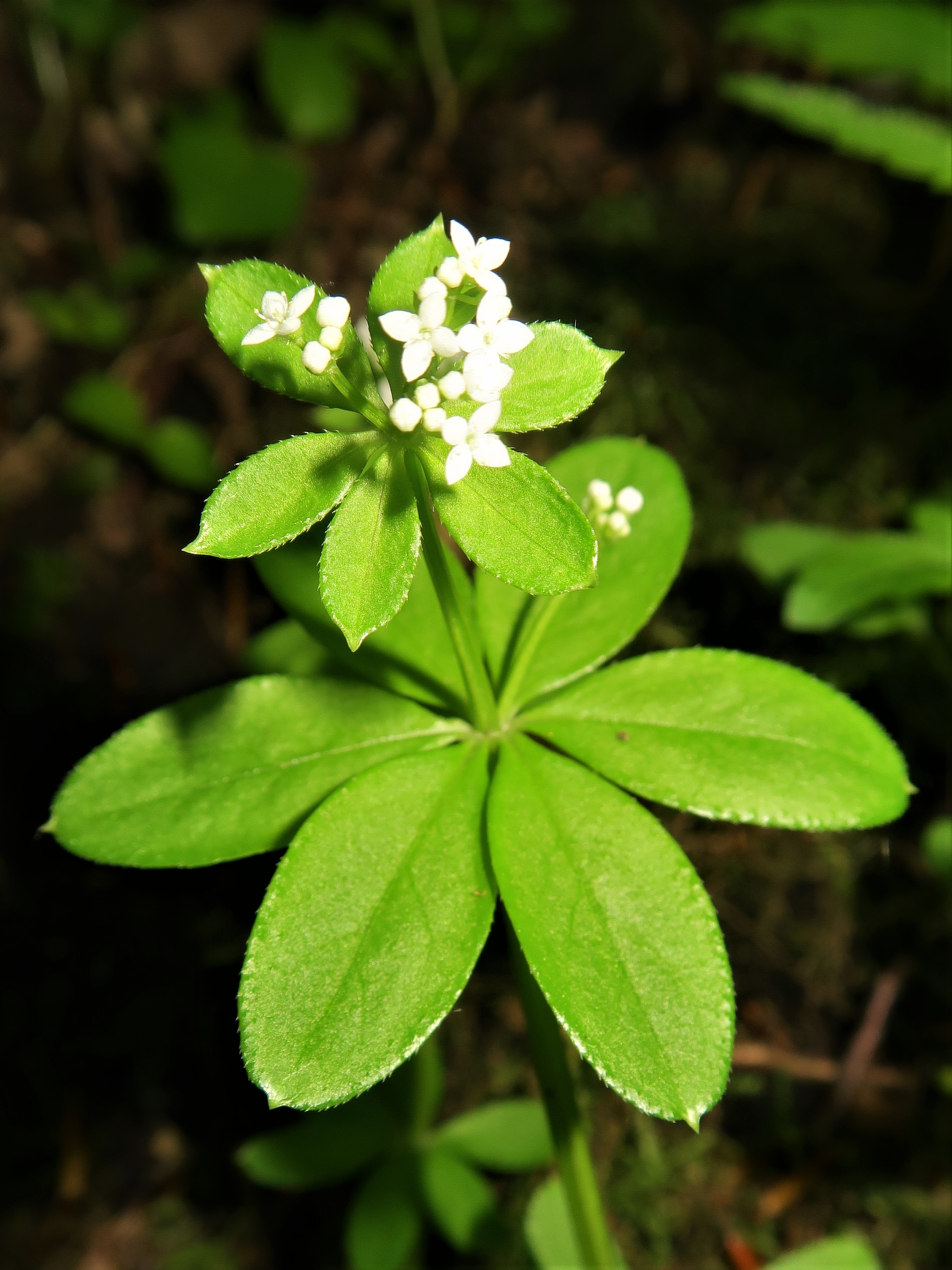
花冠は白色で、杯状に4裂する。
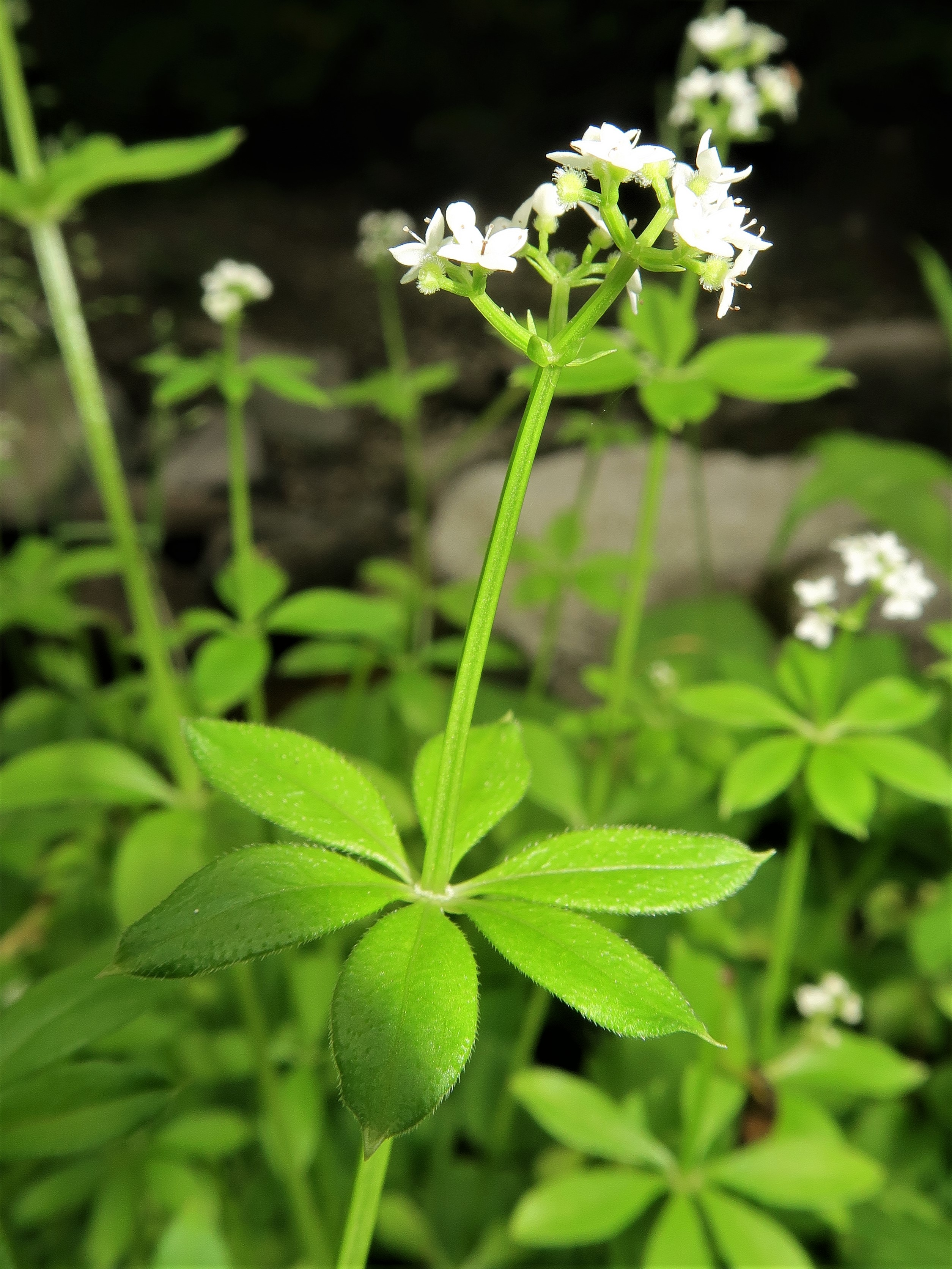
4稜ある茎の稜線上に刺状毛がない。萼筒は半球形で長毛が生える。葉の縁に毛が生える。
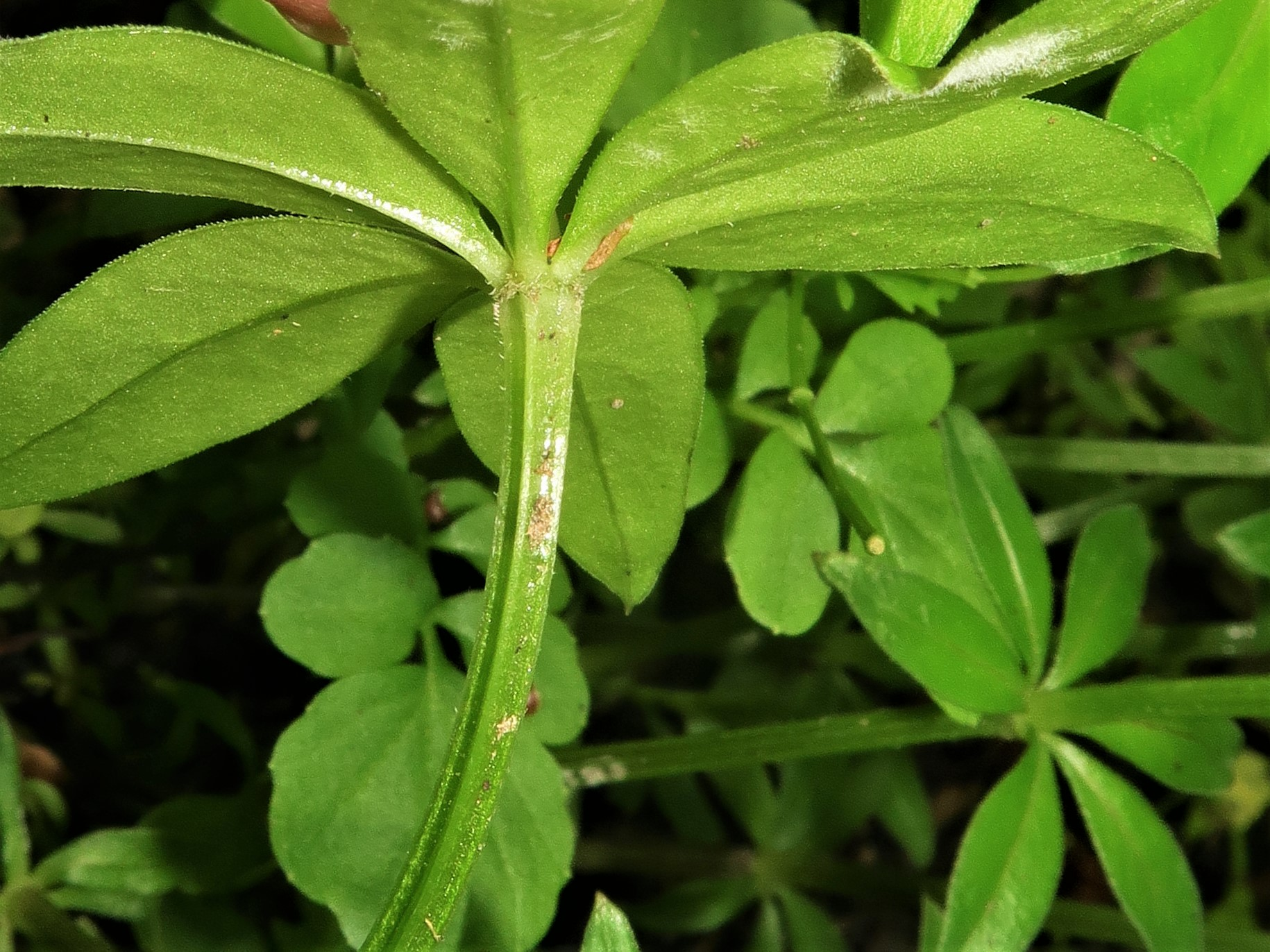
葉の裏面の中央葉脈に刺毛状の毛は生えない。
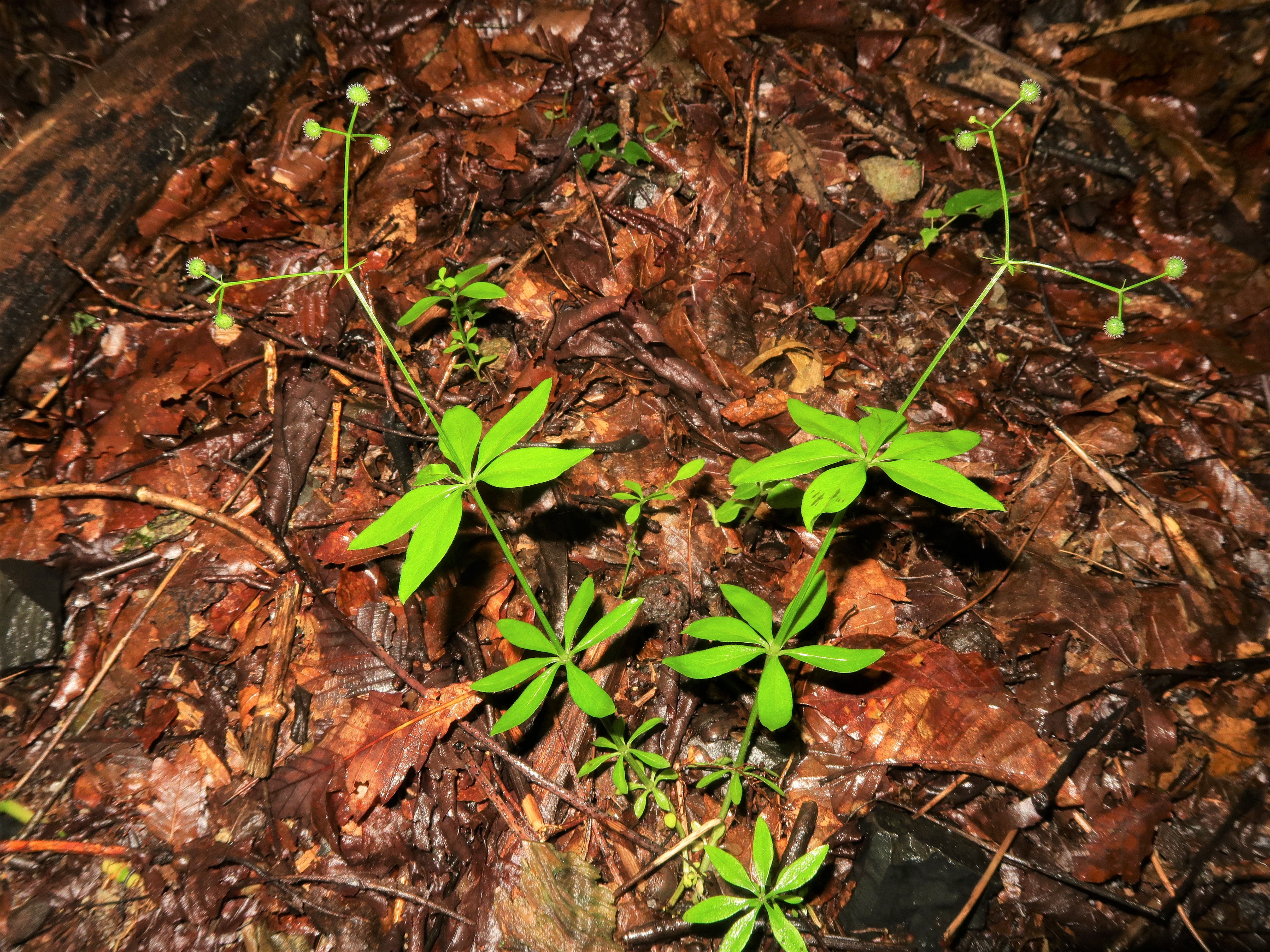
分果には長い鉤状の毛が密生する。

## 下位分類
- ホソバノクルマムグラ Galium japonicum Makino f. stenophyllum Kitag.[13]